# Ефект Пельцмана
Ефект Пельцмана (англ. The Peltzman effect) — когнітивне упередження, при якому занадто велика кількість захисних пристроїв і правил техніки безпеки підвищує ризик нещасних випадків через хибне відчуття невразливості. Феномен названий на честь професора Чиказького університету Семюеля Пельцмана. У 1975 році він опублікував статтю The Effects of Automobile Safety Regulation, в якій припустив, що люди схильні компенсувати свою безпеку більш ризикованими вчинками.

## Історія
З 1970-х США почали повсюдно вводити закон про обов'язкове використання ременів безпеки для водіїв автотранспорту. Економіст Самюель Пельцман провів ряд досліджень, щоб простежити, як подібний законодавчий акт вплине на водіння. Результати виявили, що після прийняття закону кількість ДТП зросла, при цьому кількість смертей  зменшилася. Щоб пояснити такий феномен, Пельцман застосував економічний принцип реакції людей на стимули.
Раціональній людині властиво порівнювати граничне благо з граничними витратами. Те ж саме виникає і під час керування автомобілем. Водій знижуватиме швидкість лише в тих випадках, коли благо безпечного руху зростає (наприклад, під час дощу або ожеледиці) і, навпаки, підвищуватиме швидкість, коли це благо зменшується. Паски безпеки, своєю чергою, знизили витрати дорожньо-транспортної пригоди, оскільки ймовірність летального результату зменшується рівно, як і благо обережної їзди. Таким чином, людина підсвідомо реагує на ремені безпеки, так наче вони б поліпшили реальні умови водіння, тим самим дозволяючи нехтувати іншими показниками (наприклад, швидкістю, дистанцією, увагою і т. д.).  Результати він описав у статті The Effects of Automobile Safety Regulation, опублікованій у Journal of Political Economy у 1975 році.

## Експерименти

### Антиблокувальна гальмівна система
Highway Loss Data Institute провели дослідження, які показали, що наявність ABS у транспортних засобах не знижує ризик виникнення ДТП. При цьому у водія, що керує автомобілем з ABS, шанси загинути більше, ніж у того, хто керує автомобілем без аналогічної системи.
Схожий експеримент був проведений у Німеччині. Частина мюнхенського автопарку служби таксі була оснащена ABS, а інша ні. Після трьох років спостережень результати показали, що водії, що їздили на машинах з ABS, демонстрували небезпечнішу їзду, ніж ті, у кого ABS була відсутня. Це означає, що перша група свідомо ризикувала, заздалегідь знаючи про антиблокувальну систему, тоді, коли друга група робила все, щоб уникнути ризику.

### Шоломи
У 2006 році в Англії було проведено дослідження, яке показало, що автомобілісти частіше зіштовхуються з водіями мотоциклів, які їдуть в шоломі. Це пов'язано з помилковою упевненістю, що шолом, здатний захистити мотоцикліста, а, відповідно, до нього можна поставитися менш уважно, ніж до мотоциклістів без шолома.

### Перехід Швеції на правосторонній рух
У 1967 Швеція перейшла з лівостороннього на правосторонній автомобільний рух, що викликало значне скорочення рівня аварійності і летальних випадків. Також скоротилася кількість застрахованих автомобілів (майже на 40 %), хоча в наступні 6 тижнів показник нормалізувався. Рівень смертності повернувся до колишніх показників протягом наступних двох років. Дослідники зійшлися на думці, що причина полягала в більш обережному керуванні, спричиненому ефектом потенційного ризику.

### Спорт
В одному з досліджень вчені порівняли статистику травматизму в таких видах спорту, як американський футбол і регбі. Річ у тім, що гравці в американський футбол мають міцну захисну екіпіровку, тоді як у гравців у регбі вона відсутня. Однак дослідження показали, що шанси постраждати в американському футболі набагато вище, ніж у регбі. Рівень ризику на який ідуть гравці пропорційний тому, наскільки безпечно вони почуваються. Таким чином, прямим результатом наявності захисту є те, що гравці в американський футбол поводяться більш агресивно а, отже, отримують серйозніші, ніж регбісти.

### Технології
Спостереження показали, що користувачі нехтують безпекою своїх особистих даних при використанні новітніх операційних систем або програм. Наприклад, люди, які користуються найбезпечнішим провайдером інтернету вважають, що їм більше не потрібен антивірус чи брандмауер. Також люди схильні використовувати прості паролі (1234, 0000 і т. д.) у соціальних мережах та системах онлайн-банкінгу, коли впевнені, що їх персональні дані надійно захищені системою.

### Комунікації
Телекомунікаційна компанія AT&T провела дослідження, присвячене згубній пристрасті американців до використання смартфонів за кермом. 7 з 10 водіїв зізналися, що не можуть не реагувати на повідомлення та перевіряють повідомлення чи електронну пошту під час водіння. Дослідники стверджують, що однією з головних причин такої поведінки є відчуття безпеки, яке забезпечують сучасні автомобілі. Автоматична коробка передач, блокування шумів, навіть система кондиціонування і підставки для склянок впливають на сприйняття ситуації. Таким чином, людина підсвідомо дозволяє собі використовувати смартфон, компенсуючи це безпекою свого автотранспорту.

### Контрацепція
Дослідження у 2015 році показало, що підлітки, які вважають, що секс із презервативами на 100 % безпечний, раніше починають вести статеве життя.

## Критика
Джеймс «Бред» ДеЛонг — економіст і професор Каліфорнійського університету в Берклі досить іронічно висловився щодо теорії Пельцмана у своєму журналі. Він назвав «теорію про ремені безпеки» найгіршим прикладом реагування людей на стимули, стверджуючи при цьому, що останнє все ж існує. Він упевнений, що жодна раціональна людина не здійснює в голові складні математичні розрахунки щодо пристебнутого ременя та швидкості, з якою вона збирається вести автомобіль. Також він звинуватив Пельцмана в необґрунтованій критиці безпеки автомобілів і правового регулювання з боку держави. ДеЛонг стверджує, що якщо слідувати логіці Пельцмана, автовиробники не повинні випускати безпечні автомобілі, водіям не слід пристібатися, а влада не має права їх до цього зобов'язувати.
2007 року професори Давид Хостон з університету Теннессі та Лільярд Річардсон з Університету Міссурі провели низку досліджень з метою спростувати ефект Пельцмана. Вони використовували дані з 1985 по 2002 із різних штатів щодо того, як закон про ремені вплинув на кількість ДТП і летальних наслідків під час аварій. На відміну від свого попередника Хостон і Річардсон врахували демографічні змінні, а також коефіцієнт використання ременів безпеки у ДТП різних типів (включно із мотоциклістами, пішоходами та пасажирами). Результати показали, що введений у США закон про ремені безпеки, в цілому позитивно позначається на безпеці всіх учасників дорожнього руху. Водночас часте використання ременя безпеки жодним чином не збільшує ризик виникнення хибного відчуття невразливості.